# Meryeurus servillei
Meryeurus servillei är en skalbaggsart som beskrevs av Martins 1998. Meryeurus servillei ingår i släktet Meryeurus och familjen långhorningar. Inga underarter finns listade i Catalogue of Life.